# Lionel Hutz
Lionel Hutz este un personaj secundar din serialul de televiziune american Familia Simpson. Interpretat de actorul Phil Hartman, acesta apare pentru prima dată în episodul „Bart Gets Hit by a Car⁠(d)” din sezonul doi. Hutz este un avocat șarlatan cu competențe îndoielnice din Springfield⁠(d) și este adesea angajat de către familia Simpson⁠(d). După moartea lui Hartman pe 28 mai 1998, personajul a fost retras din distribuție; ultima sa apariție în rolul lui Hutz a avut loc în episodul „Realty Bites⁠(d)” din sezonul nouă. Hutz a apărut ulterior ca personaj minor fără dialog.

## Biografie
Lionel Hutz este un avocat șarlatan specializat în căzuri de vătămare corporală⁠(d) pe care familia Simpson îl angajează în repetate rânduri să-i reprezinte, deoarece este singurul consilier juridic pe care aceștia și-l permit. Biroul său, situat într-un centru comercial⁠(d), este denumit „I Can't Believe It's Not Butter!⁠(d)” și oferă simultan servicii de „recondiționare profesionistă a încălțămintei”. Încercă adesea să atragă potențialii clienți cu cadouri gratuite (e.g. o „maimuță fumătoare” de jucărie, un stilou în formă de trabuc, un colier exotic cu perle artificiale, o carte de vizită care „se transformă în burete când este udată”). John G. Browning susține pentru Southeast Texas Record⁠(d) că „Hutz întruchipează avocatul corupt. Acesta își exagerează pregătirea academică (e.g. „Am urmat cursuri la Harvard, Yale, MIT, Oxford, Sorbona, Luvru”) și este „cel mai slab avocat de pe piața juridică”.
Cunoscut pentru incompetența crasă și lipsa de scrupule, Hutz apare pentru prima dată în episodul „Bart Gets Hit by a Car⁠(d)”. Mânat de propria lăcomie, încearcă să convingă familia Simpson că rănile lui Bart sunt mai grave decât susține doctorul lor de familie. Mai târziu, Marge depune mărturie împotriva lui Hutz, deoarece l-a angajat pe Nick Riviera⁠(d), un medic șarlatan cu o reputație dubioasă, pentru a-i convinge să exagereze rănile lui Bart în timpul procesului, deși acesta se simte bine. Incompetența și lăcomia lui Hutz sunt remarcate și de rivalul său - avocatul domnului Burns⁠(d). În episodul „Marge in Chains⁠(d)”, personajul menționează că prezența judecătorului Snyder în sala de judecată este problematică din următorul motiv: „Ei bine, are boală pe mine de când i-am cam călcat câinele cu mașina. De fapt, înlocuiți cuvântul 'cam' cu 'în repetate rânduri' și cuvântul 'câine' cu 'fiu'.”
Hutz a fost alcoolic în trecut. La un moment dat, i-a oferit lui Marge o „gură de scotch” la 9:30 dimineața, menționând în același timp că este treaz de câteva zile. În același episod, părăsește în grabă sala de judecată după ce atinge o sticlă de Bourbon și își contactează telefonic susținătorul - David Crosby⁠(d) - din programului Cei 12 Pași⁠(d) ai Alcoolicilor Anonimi⁠(d). Mai mult, judecătorul îi atrage atenția că nu poartă pantaloni în timp ce-și susține pledoaria finală. Pe lângă practica juridică, Hutz încearcă să vândă proprietăți imobiliare⁠(d), motivându-și decizia prin faptul că majoritate clienților săi ajung să-și piardă casele. Din disperare, acesta ajunge inclusiv să îngrijească copiii familiei Simpson în episodul „Marge on the Lam⁠(d)”. Pe parcursul episodului, acesta începe să-și ardă toate documentele personale în șemineul familiei și declară că „Lionel Hutz” nu mai există, noul său nume fiind „Miguel Sanchez”.  Celălalt pseudonim al său este „Dr. Nguyen Van Phuoc”. Incompetența și disperarea financiară îl determină uneori să răscolească prin containerele de gunoi. Hutz a fost căsătorit pentru scurt timp cu Selma Bouvier⁠(d); această poveste nu este prezentată într-un episod, însă este menționată în „Selma’s Choice⁠(d)”. Acesta s-a căsătorit cu Selma doar pentru a pune mâna pe moștenirea mătușii sale Gladys. Când a fost prins falsificând semnătura lui Gladys de către Marge și Lisa, Hutz a fost obligat să citească corect testamentul și să împartă moștenirea familiei lui Marge. De asemenea, folosește o cabină telefonică pe post de birou personal.
Hutz nu pare să fie deranjat de conflictul de interese; în episodul „A Streetcar Named Marge⁠(d)”, reprezintă clienții respinși la castingul pentru Un tramvai numit dorință într-un proces împotriva producătorilor piesei de teatru, deși el însuși are un rol în această reprezentație.
În episodul „The Boy Who Knew Too Much⁠(d)”, acesta își demonstrează din nou incompetența. În timp ce reprezintă un chelner francez într-un proces împotriva lui Freddy, nepotul primarului Quimby⁠(d), avocatul inculpatului menționează că clientul lui Hutz este un imigrant (în ciuda accentului său francez). La auzul acestor vești, Hutz îi cere clientului său să-i dezvăluie toate informațiile de acum încolo.
Deși Hutz pierde majoritatea cazurilor acceptate, câștigă totuși câteva procese pentru familia Simpson. În „Bart the Murderer⁠(d)”, îl reprezintă pe Bart într-un proces de crimă, acesta fiind suspectat de uciderea lui Seymour Skinner, însă scapă de toate acuzațiile când directorul se prezintă la proces în carne și oase. În „New Kid on the Block⁠(d)”, îl reprezintă pe Homer într-un proces intentat împotriva căpitanului Horatio Peter McCallister⁠(d) și a restaurantului Frying Dutchman. Hutz caracterizează dosarul drept „cel mai flagrant caz de publicitate frauduloasă de la procesul meu împotriva filmului Poveste fără sfârșit”). Câștigă încă un caz pentru Bart în episodul „The Day the Violence Died⁠(d)”, demonstrând că personajul Itchy din desenul animat The Itchy & Scratchy Show⁠(d) a fost dezvoltat de bătrânul Chester J. Lampwick – deși factorul decisiv a fost investigația lui Bart și nu experiența lui Hutz, care a deschis procesul fără dovezi credibile. În „Round Springfield⁠(d)”, când Bart consumă accidental o jucărie din metal zimțat aflată într-o cutie de cereale Krusty-O și ajunge la spital, Hutz îl dă în judecată pe Krusty the Clown⁠(d) și câștigă procesul. Din onorariul de 100.000 de dolari, Bart primește doar 500 de dolari. În episodul „Sideshow Bob Roberts⁠(d)”, Hutz câștigă un proces împotriva primarului Sideshow Bob⁠(d), acuzat de fraudă electorală, în baza dovezilor adunate de Bart și Lisa.